# Diego Camacho Quesada
Diego Camacho Quesada (Madrid, 3 d'octubre de 1976) és un futbolista espanyol retirat que jugava com a migcampista.

## Trajectòria
Jugà a diversos clubs de Segona B, con el Nàstic de Tarragona, fins que la temporada 2002–03 signà pel Recreativo de Huelva de primera divisió, debutant en aquesta categoria enfront del València CF, el 14 de setembre de 2002. El 2004 fitxà pel Llevant UE, també de Primera, on jugà tres temporades. Més tard jugà amb el Reial Valladolid una temporada, i dues més a l'Sporting de Gijón.